# スソビキアゲハ
スソビキアゲハ(学名Lamproptera meges)はアゲハチョウ科スソビキアゲハ属に分類するチョウの仲間である。

## 分布
インド、ミャンマー、タイ、ラオス、ベトナム、南中国、カンボジア、東マレーシア、インドネシア群島、フィリピン、南アジア、東南アジアの一部に生息。

## 語源
竜の様な長い尾とトンボの飛び方をすることから「Green dragontail」の由来になったと考える。

## 形態
前翅長は1〜2cm前後、後翅は4〜5cm。体色は白の配色。前翅の縁取りのある三角形のガラスのような透き通った翅をしており、静脈に沿った細い黒い線がある。後翅には黒地に白い模様が混じる。幼虫の体色は濃いグリーンで、全身に黒い斑点がある。

## 生態
小川や水路の近くに生息。茂みの葉の上に横たわり、翅を広げて休憩する。幼虫の食性は植物食で、ハスノハギリ科、ミカン科サンショウ属の木の葉を食べる。4〜10月にかけて飛んでいるが、年に何回発生するかは不明。日中に活動する。成虫のオスは大量の水を吸い取り、そこから溶解したミネラルが濾過され、肛門から水が噴出する。吸水する時でも常に翅をはためかせているが、時々停止する。翅のサイズと体の長さの比率が遥かに小さいため、旋回飛行を行い、素早く翅を打ち、飛んでいく。また、長い尾は舵の役割をする。